# Xinxian, Yunnan
Xinxian (kinesiska: 新现) är en köping i Kina. Den ligger i provinsen Yunnan, i den sydvästra delen av landet, omkring 230 kilometer söder om provinshuvudstaden Kunming. Antalet invånare är 21 159. Befolkningen består av 9 916 kvinnor och 11 243 män. Barn under 15 år utgör 18,0 %, vuxna 15-64 år 73 %, och äldre över 65 år 7,0 %.
Genomsnittlig årsnederbörd är 1 464 millimeter. Den regnigaste månaden är juli, med i genomsnitt 310 mm nederbörd, och den torraste är februari, med 20 mm nederbörd.